# Municipio de Clinton (Illinois)
El municipio de Clinton (en inglés: Clinton Township) es un municipio ubicado en el condado de DeKalb en el estado estadounidense de Illinois. En el año 2010 tenía una población de 1868 habitantes y una densidad poblacional de 20,43 personas por km².

## Geografía
El municipio de Clinton se encuentra ubicado en las coordenadas 41°45′47″N 88°46′16″O / 41.76306, -88.77111. Según la Oficina del Censo de los Estados Unidos, el municipio tiene una superficie total de 91.42 km², de la cual 91,26 km² corresponden a tierra firme y (0,18 %) 0,16 km² es agua.

## Demografía
Según el censo de 2010, había 1868 personas residiendo en el municipio de Clinton. La densidad de población era de 20,43 hab./km². De los 1868 habitantes, el municipio de Clinton estaba compuesto por el 95,13 % blancos, el 1,18 % eran afroamericanos, el 0,43 % eran amerindios, el 0,7 % eran asiáticos, el 0,7 % eran de otras razas y el 1,87 % eran de una mezcla de razas. Del total de la población el 5,09 % eran hispanos o latinos de cualquier raza.